# Wheldrake
Wheldrake är en by och en civil parish i York i North Yorkshire i England. Orten har 2 107 invånare (2011). Byn nämndes i Domedagsboken (Domesday Book) år 1086, och kallades då Coldrid.